# リーヴァイ・リンカーン・シニア
リーヴァイ・リンカーン・シニア（Levi Lincoln, 1749年5月15日 - 1820年4月14日）は、アメリカ合衆国の政治家。マサチューセッツ州下院議員、マサチューセッツ州上院議員、マサチューセッツ州憲法制定会議代表、アメリカ合衆国下院議員、マサチューセッツ州副知事、マサチューセッツ州知事代行、アメリカ合衆国司法長官、アメリカ合衆国国務長官代行を務めた。

## 生い立ちと家族
1749年5月15日、リンカーンはマサチューセッツ植民地ヒンガムにおいて、イノック・リンカーン (Enoch Lincoln, 1720-1802) とレイチェル・フェアリング (Rachel Fearing, 1721-1782) の次男として誕生した。リンカーンの一家は農園を経営していたが、裕福ではなかった。リンカーンは読書を愛し、ギリシャ語とラテン語を学んだ。リンカーンは地元の公立学校で教育を受けた後、貿易業に関与したが、間もなく断念した。リンカーンは6ヶ月の準備期間を経た後ハーバード大学に入学し、1772年に同大学を卒業した。リンカーンはその後ニューベリーポートおよびノーザンプトンにおいてジョセフ・ホーリーの下で法律を学んだ。

## 弁護士生活
1775年4月にレキシントン・コンコードの戦いが起こると、リンカーンはケンブリッジでミニットマンに志願し戦闘に参加した。その後リンカーンはウースターに移住し、1775年10月に弁護士として認可を受けた。リンカーンはウースター市内で弁護士業を開業した。リンカーンは間もなく頭角を現し、広く認知されるようになった。1779年には王党派の人民の土地をめぐって、イギリスに対する訴訟を依頼された。リンカーンはまた、マサチューセッツ邦の公安委員会の委員にも選ばれた。

## 初期の政治活動
1775年から1781年までリンカーンはウースター郡の遺言検認裁判所で補佐官を務めた。1779年にはマサチューセッツ州憲法制定会議の代表も務めた。リンカーンは1781年に連合規約下の大陸会議代表に選出され、1787年にも再選出されたが、リンカーンはいずれも辞退した。リンカーンは1796年にマサチューセッツ州下院議員を、1797年および1798年に同上院議員を務めた。1800年、リンカーンは共和党の支持を受けてマサチューセッツ州第4選挙区からアメリカ合衆国下院議員に選出された。リンカーンは1800年12月15日に下院議員に着任し、1801年3月5日まで同職を務めた。

## アメリカ合衆国司法長官
1801年3月5日、トーマス・ジェファーソンが大統領に就任すると、リンカーンは司法長官への就任を依頼された。リンカーンはこれを受諾し、1804年12月31日に辞任するまで同職を務めた。リンカーンはまた、国務長官となる予定であったジェームズ・マディソンがワシントンD.C.にいなかったため、1801年3月5日からマディソンが正式に国務長官に着任した1801年5月2日まで国務長官代行も務めた。リンカーンはジェファーソン大統領に大きな親愛および尊敬の念を抱いており、辞任の際にはジェファーソン政権に対する賛辞を残した。

## マサチューセッツ州副知事
リンカーンは1806年にマサチューセッツ州知事諮問委員会の委員を務め、1807年5月29日にマサチューセッツ州副知事となった。そして1808年12月10日にマサチューセッツ州知事ジェイムズ・サリヴァンが死去すると、リンカーンはマサチューセッツ州知事代行となり、1809年5月1日の任期満了まで同職を務めた。

## 晩年
リンカーンは1810年から1811年にかけて、再びマサチューセッツ州知事諮問委員会の委員を務めた。リンカーンは1811年にマディソン大統領からアメリカ合衆国最高裁判所の陪席判事に指名されたが、視力の衰えを理由に辞退した。その後間もなく、リンカーンは公的生活を退いた。そして1820年4月14日、リンカーンはマサチューセッツ州ウースターで死去した。リンカーンの遺体はウースター市内のルーラル墓地に埋葬された。

## 家族
1781年11月25日、リンカーンはマサチューセッツ州ランカスターにおいてマーサ・ウォルド (Martha Waldo, 1761-1828) と結婚した。ふたりの間には以下の子供が生まれた。
- リーヴァイ・リンカーン・ジュニア (Levi Lincoln, Jr., 1782-1868) - 第13代マサチューセッツ州知事
- ダニエル・ウォルド・リンカーン (Daniel Waldo Lincoln, 1784-1815)
- マーサ・リンカーン (Martha Lincoln, 1785-1822)
- ジョン・ウォルド・リンカーン (John Waldo Lincoln, 1787-1852)
- イノック・リンカーン (Enoch Lincoln, 1788-1829) - 第6代メイン州知事
- ウォルド・リンカーン (Waldo Lincoln, 1790-1795)
- レベッカ・リンカーン (Rebecca Lincoln, 1792-1855)
- ウォルド・リンカーン (Waldo Lincoln, 1799-1799)
- ウォルド・リンカーン (Waldo Lincoln, 1800-1803)
- ウィリアム・リンカーン (William Lincoln, 1801-1843)